# Abu Hammu
|  | Per a altres significats, vegeu «Abu Hammu II». |

Abu-Hammú Mussa ibn Abi-Saïd Uthman ibn Yaghmuràssan o, simplement, Abu-Hammú I fou el quart emir de la dinastia abdalwadita. Fou proclamat el 15 d'abril de 1308 succeint a Abu-Zayyan I. La seva principal tasca fou la recuperació després del setge marínida de Tlemcen i posar la capital en estat de defensa recollint els elements necessaris per front a un hipotètic nou setge. En la seva política general va imposar la seva autoritat a les tribus dels Banu Tudjin i els Maghrawa i es va expandir fins a Bugia i Constantina; als marínides els va impedir de passar més enllà de Wajda (Oudja). Les despeses militars s'emportaven tots els recursos i el poble va viure pitjor que abans. Els maltractes que va infringir repetidament al seu fill Abu-Taixufín van provocar que aquest finalment el fes assassinar el 22 de juliol de 1318. El fill fou proclamat emir (Abu-Taixufín I)